# Dominic Spera
Dominic Spera (* 18. April 1932 in Kenosha, Wisconsin; † 23. Oktober 2021 in Fort Wayne, Indiana) war ein US-amerikanischer Jazzmusiker (Trompete, Komposition) und Hochschullehrer.

## Leben und Wirken
Spera wuchs im Hinterland von Chicago auf. Sein Vater war im Alter von 14 Jahren in die Vereinigten Staaten emigriert; er arbeitete in den Tagebauen von Iron Mountain, Michigan. Da sich Dominics Eltern keine Zahnspange leisten konnten, schlug der Zahnarzt vor, dass der Junge Trompete spielen sollte, um den Zahnstand zu verändern; er begann deshalb Trompete zu lernen. Später erwarb er seine Bachelor- und Master-Abschlüsse an der Jacobs School of Music, die er in den 1950er und 1960er Jahren in regelmäßigen Abständen besuchte. Während dieser Jahre trat Spera auch professionell in New York City in einer Vielzahl von musikalischen Umgebungen auf, darunter in den Firestone- und Fred-Waring-Fernsehshows, ferner in den Orchestern des Roxy Theatre, City Center Ballet und Radio City Symphony. Des Weiteren arbeitete er in den Swing-Bands von Charlie Barnet, Billy Butterfield und Tommy Dorsey. 1967 entstanden erste Aufnahmen, als er in der Big Band von Al Cobine spielte (Plays Songs of Yesterday and Today); 1980 legte Spera sein Debütalbum Make a Joyful Noise! vor.
Spera spielte auch Lead-Trompete in mehreren Broadway-Shows, darunter How to Succeed in Business Without Really Trying, The Roar of the Greasepaint – The Smell of the Crowd und Stop the World, I Want to Get Off. Von 1966 bis 1974 spielte er die erste Trompete bei Aufnahmen von Burt Bacharach, Henry Mancini, Johnny Mathis, Andy Williams und anderen Größen des Musikgeschäfts.
1968 trat Spera der Fakultät der University of Wisconsin, Eau Claire, bei, wo er Jazz und Trompete lehrte und eines der Jazzfestivals des Landes gründete. Er blieb dort bis 1976 und kehrte 1977 nach Bloomington zurück, um eine Stelle an der Indiana University an der Jacobs School of Music anzutreten. Während seiner Jahre an der Indiana University unterrichtete Spera Jazz-Arrangement und -Komposition, Jazz-Pädagogik und die Geschichte der Bigband. Er leitete auch eines der beiden Jazz-Ensembles der Hochschule, bis er sich schließlich 1997 aus dem Lehrbetrieb zurückzog. Im Bereich des Jazz war er laut Tom Lord zwischen 1967 und 1995 an vier Aufnahmesessions beteiligt, mit der Summer Jazz Band unter Leitung von Rich Matteson und mit der E.R. Big Band unter Leitung von David N. Baker mit Eugene Rosseau als Solist.

## Diskographische Hinweise
- Dominic Spera: Make a Joyful Noise! (Silhouette Records, 1980)
- Dominic Spera Big Band (1995)
- Dominic Spera Presents American Popular Songbook for Brass Quintet (2006)